# Raul - O Início, o Fim e o Meio
Raul - O Início, o Fim e o Meio é um filme biográfico brasileiro de 2012 dirigido por Walter Carvalho e produção de Denis Feijão, com montagem de Pablo Ribeiro e roteiro de Leonardo Gudel baseado na vida e obra do cantor Raul Seixas lançado em 23 de março de 2012.
O título do filme alude aos versos finais da canção Gîtâ, composta por Raul e Paulo Coelho.

## Sinopse
Documentário sobre vida e obra do maior ícone do rock brasileiro, desvendando suas diversas facetas, suas parcerias com Paulo Coelho, seus casamentos e seus fãs, que ele continua a mobilizar vinte anos depois de sua morte.

## Elenco
| Entrevistados (por ordem de aparição) |
| ------------------------------------- |
| André Midani                          |
| Plínio Seixas                         |
| Maria Eugênia Seixas                  |
| José Walter Seixas                    |
| Waldir Serrão                         |
| Olivão Dias Viana Filho               |
| Braulino Tavares                      |
| Mariano Lanat                         |
| Antônio Carlos de Souza (Carleba)     |
| Carlos Eládio Cunha                   |
| Mauro Motta                           |
| Renato Barros                         |
| Paulo César Barros                    |
| Jay Anthony Vaquer                    |
| Edy Star                              |
| Tárik de Souza                        |
| Simone Andrea Vannoy                  |
| Solano Ribeiro                        |
| Júlio Medaglia                        |
| Roberto Menescal                      |
| Marco Mazzola                         |
| Paulo Coelho                          |
| Nelson Motta                          |
| Pedro Bial                            |
| Caetano Veloso                        |
| Luiz Carlos Maciel                    |
| Daniel de Oliveira                    |
| Toninho Buda                          |
| Glória Vaquer                         |
| Euclides Lacerda de Almeida           |
| Tânia Menna Barreto                   |
| Penna Seixas                          |
| Raul Seixas Leal de Souza             |
| Cláudio Roberto                       |
| Zé Ramalho                            |
| Tom Zé                                |
| Jom Tob Azulay                        |
| Scarlet Seixas                        |
| Dakota Posey                          |
| Rick Ferreira                         |
| Sylvio Passos                         |
| Kika Seixas                           |
| Vivi Seixas                           |
| Lena Coutinho                         |
| Maria Juça Guimarães                  |
| Dalva Borges da Silva                 |
| Marcelo Nova                          |
| Maurício Camargo Brito                |
| Antônio Soares de Souza               |